# Cao Shuang
Cao Shuang (chinesisch 曹爽, Pinyin Cáo Shuǎng, W.-G. Ts'ao Shuang; Zì 昭伯,  Zhāobó,  Zhāo-po; † 249) war von 239 bis 249 Regent des dritten Wei-Kaisers Cao Fang. Geboren wohl gegen Ende des 2. Jahrhunderts n. Chr. als Sohn von Cao Zhen, wurde er im Jahr 239 kurz vor dem Tod des zweiten Wei-Kaisers Cao Rui gemeinsam mit Sima Yi zum Regenten und Oberbefehlshaber ernannt und erhielt den Titel eines kaiserlichen Hofverwalters. Nach dem Tod Cao Ruis bemächtigte er sich mit Hilfe von Cao Fang der höchsten Militärgewalt. Doch er verfiel allmählich der Verschwendungssucht und Unsittlichkeit. Im Jahr 244 versuchte er das Reich der Shu zu erobern, wurde aber vom Shu-Regenten Fei Yi geschlagen.
Im Jahr 249 wurde er während eines Besuchs des Grabes von Cao Rui durch einen von Sima Yi initiierten Staatsstreich gemeinsam mit Cao Fang gefangen genommen. Nachdem er daraufhin seine Macht auf Sima Yi übergeben hatte, wurde er wenig später einer Verschwörung bezichtigt und hingerichtet.